# Aldeacentenera
Aldeacentenera es un municipio y localidad española de la provincia de Cáceres, en la comunidad autónoma de Extremadura. El término municipal, ubicado en el partido judicial de Trujillo y la mancomunidad Comarca de Trujillo, tiene una población de 593 habitantes (INE 2024).

## Geografía física

### Localización
La localidad, que antiguamente se llamaba Aldea Nueva de Centenera, se halla a 80 km de la capital provincial. El gentilicio de los hijos de esta localidad es "aldeanos", llamados pintorescamente "aldeanos pachochos". El término de Aldeacentenera limita con:
- Deleitosa al norte;
- Berzocana al este;
- Garciaz al sur;
- Madroñera al suroeste;
- Torrecillas de la Tiesa al noroeste.

### Medio natural
El pueblo de Aldeacentenera se encuentra situado en las estribaciones de la sierra de las Villuercas. Está en una hondonada entre dos cerros que la dominan: uno, llamado cerro del Bote y de las Viñas, y otro denominado Caranchón y tomillar. Por el norte, el terreno es un poco más llano y se divisan los más hermosos panoramas: el puerto de Miravete, la sierra de las Villuercas declaradas recientemente (2005) reserva de la biosfera por la Unesco y las alturas de la sierra de Gredos, cuyas cumbres están nevadas durante el invierno.
El río Almonte atraviesa el término municipal, de saliente a poniente, a unos 6 km del casco, sirviendo de límite a dicho término con los de Berzocana y Deleitosa. El Almonte tiene como afluentes, por la izquierda, los riachuelos de Garciaz y Arroyo Mojón entre los menos importantes.

## Historia

### Fundación
Su origen es posiblemente visigodo. En el siglo XVI se ubicaba en un lugar llamado "Ejido de Centenera", si bien su existencia como aldea con territorios propios se asienta definitivamente hacia la segunda mitad del siglo XIX.
Tuvo varias denominaciones desde "Ejido de Centenera", "Aldea Nueva de Zentenera" y finalmente "Aldeacentenera".
Aldeacentenera pertenecía a la comunidad de Trujillo y tenía su lugar en medio de sus dos ejidos que conservan el nombre de Centenera. Era arrabal de la ciudad de Pizarro.
El traslado del Ejido de Centenera se debe, probablemente a que los colonos del marqués de Risell, dueño de grandes propiedades, decidieron situar sus viviendas cercanas a la casa de este. Así, pasa a llamarse Aldeanueva de Zentenera y más tarde a su nombre actual. Existe una leyenda que dice que el traslado fue debido a una plaga de hormigas que causaba enfermedades a los niños.

### Conquista americana

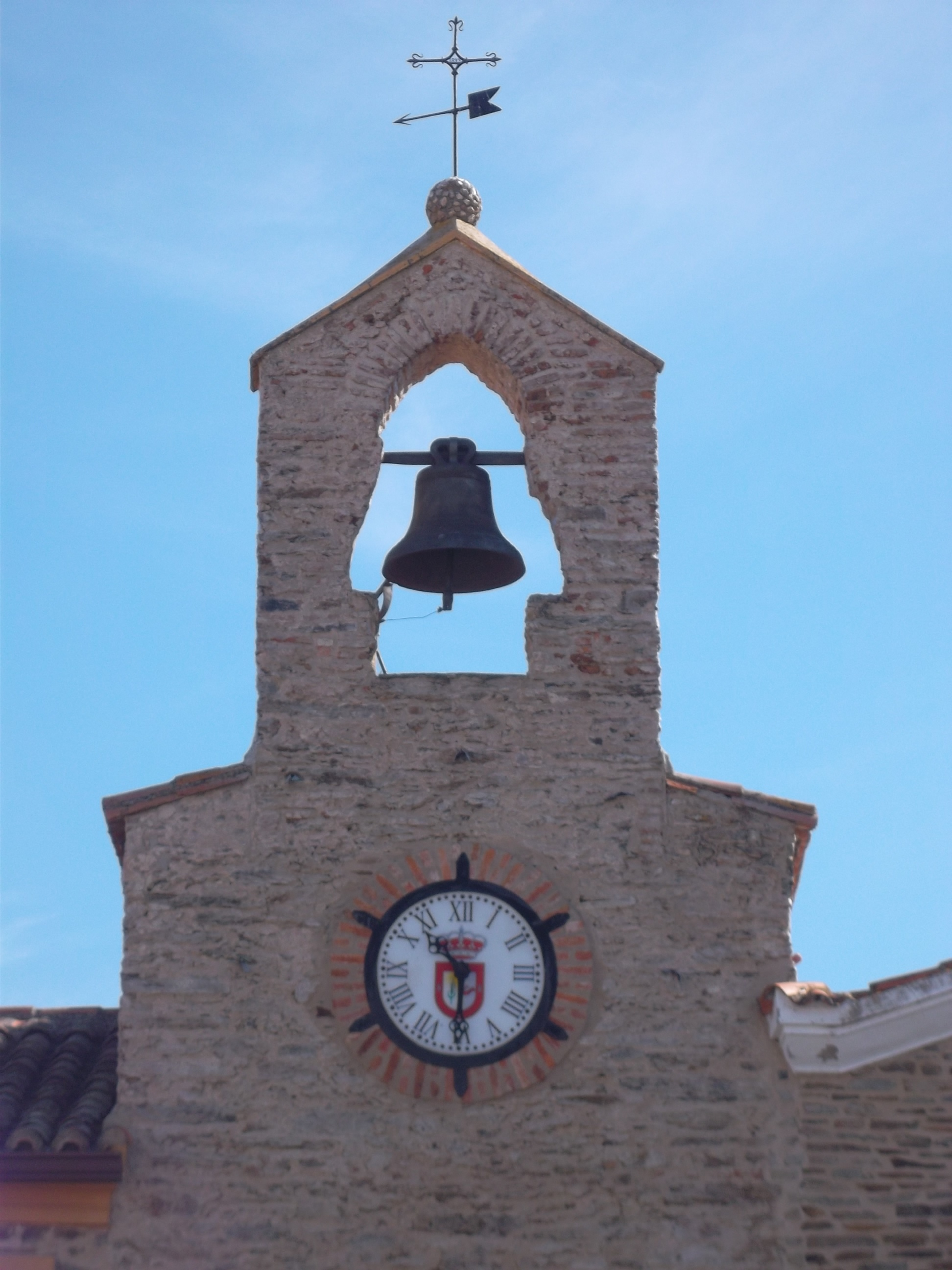
Espadaña y reloj de la iglesia

En el Ejido de Centenera nació Pedro Alonso de Centenera, quien acompañó a Pizarro en la conquista del Perú, tomó la ciudad de Cuzco de la que fue alcalde hasta su muerte en 1555. Aquí también nació el capitán Alonso Álvarez de Pineda en 1494, explorador del golfo de México y fundador de la ciudad de la Corpus Christi, en Texas.

### Edad Contemporánea
Como consecuencia de la Constitución de 1812, se erigió en Ayuntamiento independiente. Sus cargas gravitaban sobre los fondos de Trujillo.
A la caída del Antiguo Régimen la localidad se constituye en municipio constitucional en la región de Extremadura, desde 1834, entonces conocido como Aldea Centenera, quedó integrado en el partido judicial de Trujillo. En el censo de 1842 contaba con 300 hogares y 1643 vecinos. A mediados del siglo XIX, el lugar tenía contabilizadas 250 casas. Aparece descrito en el primer volumen del Diccionario geográfico-estadístico-histórico de España y sus posesiones de Ultramar de Pascual Madoz de la siguiente manera:

ALDEANUEVA DE CENTENERA: l. con ayunt. de la prov. y aud. terr. de Cáceres (12 leg.), part. jud. y adm. de rent. de Trujillo (4), c. g. de Badajoz (26), dióc. de Plasencia (14): sit. en una hondonada entre dos pequeños cerros que la dominan, uno por S. llamado Cerro de Bote, y el otro por O. llamado Caramancha, de clima bastante sano, con aguas suficientes, propenso á tercianas, reumas y pulmonias; tiene 250 casas poco cómodas, de un solo piso, de 5 varas de elevacion, distribuidas en malas callejuelas, sin empedrado y con piso molesto y desigual: hay plaza, casa de ayunt., escuela de primeras letras dotada con 1,100 rs. pagados de los fondos municipales de Trujillo, igl. parr. de construccion moderna, dedicada á S. Bartolomé y de curato perpetuo, y por último 200 pasos al E. una ermita de Ntra. Sra. de los Santos, cuya festividad se celebra con romeria el dia 3 de mayo. No tiene térm.; disfruta solo de 2 egidos de 350 fan. que sirven para desahogo de los ganados: el terreno que le rodea es todo perteneciente á la c. de Trujillo, y los vec. toman en arrendamiento para sus labores y hortalizas el que necesitan: los caminos son de comunicacion con los pueblos inmediatos, en mal estado, pues solo se reparan alguna vez á la entrada del l., y la correspondencia se recibe por balijero que pasa á Trujillo 2 veces á la semana por una corta retribucion. Prod.: trigo, centeno, cebada, garbanzos y habas: se mantienen 150 yuntas de ganado vacuno de labor: ind.: 40 telares de lienzos caseros ordinarios y muy angostos, y un molino harinero llamado el Molinito en el arroyo Mojon térm. de Trujillo: comercio: 2 tiendas de bayetas, paño ordinario, quincalla y otros art. bastos: Pobl.: 300 vec.; 1,643 alm.: cap. prod.: 1,296,700 rs.: imp.: 64,835: contr.: 8,483. Este pueblo pertenece á la comunidad de Trujillo: se llamó antiguamente Centenera y existia en uno de sus dos egidos que conserva el mismo nombre: era un arrabal de aquella c. y á consecuencia de la Constitucion de 1812 se erigió en ayunt. independiente; todas sus cargas municipales gravitan todavia sobre los fondos de Trujillo.
(Madoz, 1845, p. 502)

## Demografía
Aldeacentenera cuenta con una población de 593 habitantes (INE 2024).
| Gráfica de evolución demográfica de Aldeacentenera entre 1842 y 2021                                                                                                  |
| |
| Población de derecho según los censos de población del INE Población de hecho según los censos de población del INEEn este censo se denominaba Aldea Centenera: 1842. |

## Economía

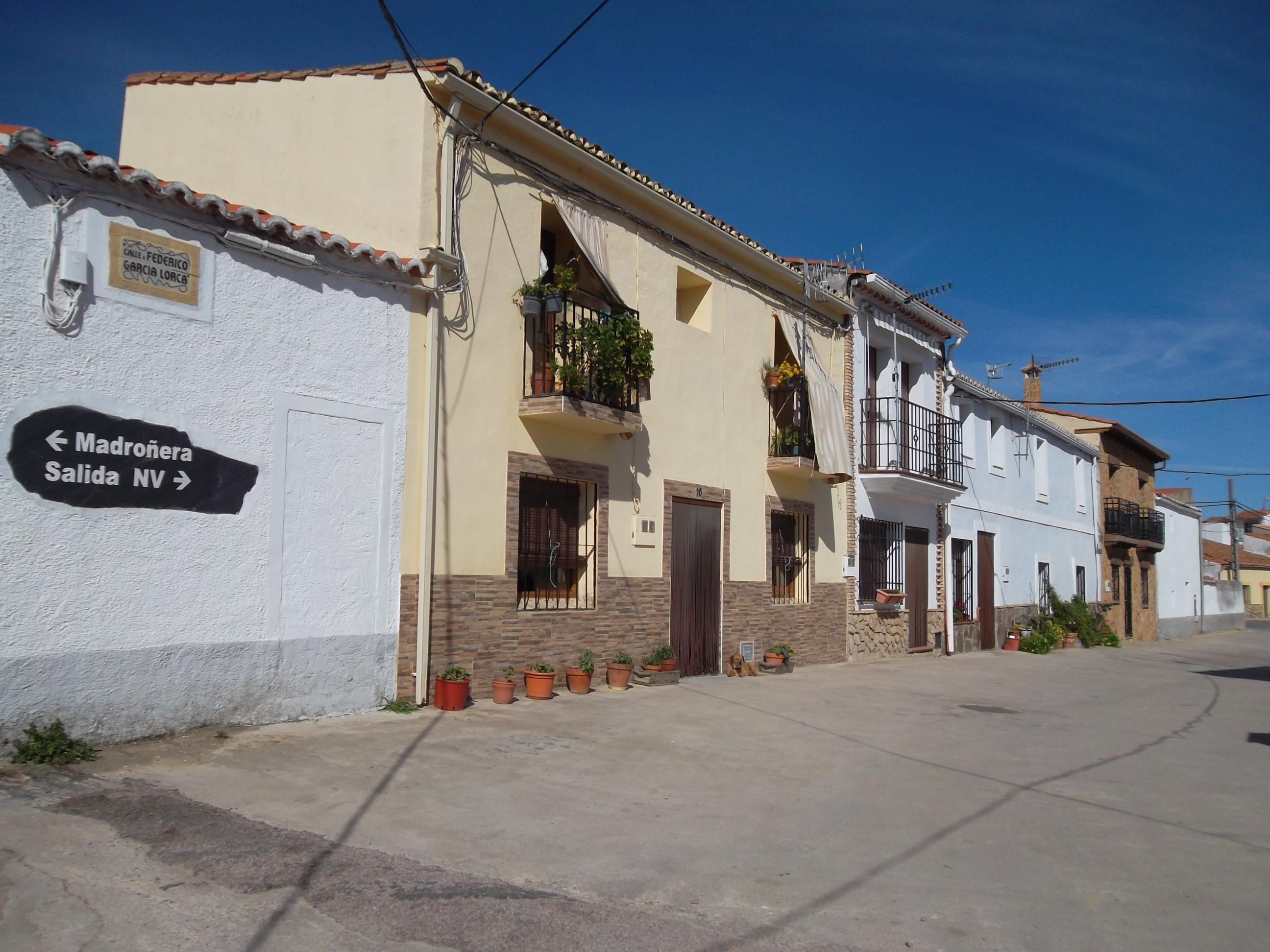
Vista de una calle de la localidad con casas adornadas con macetas.

La localidad cacereña de Aldeacentenera basa su economía en diferentes renglones que demuestran la versatilidad de sus habitantes en oficios y negocios.

### Sector primario
El terreno que rodea al pueblo es poco fértil, dedicado a la agricultura y ganadería, principalmente ganado lanar, cabrío, vacuno y de cerda. Sin embargo, hay que especificar que, con la mecanización del campo, han disminuido mucho el ganado caballar, mular y asnal. Por la motorización, las ruedas de carros, yugos, etcétera, han pasado a finalidades ornamentales. La ganadería local surte de leche, carne y derivados a la comarca y España.

### Sector secundario
En el sector secundario destacan los telares informatizados en los que se aúnan la tradicional artesanía y las nuevas tecnologías de la informática para el diseño de los tejidos; la quesería de las Villuercas donde se elabora el queso de cabra con denominación de origen; la panadería con su producción artesanal en horno de leña; los talleres de cerrajería en los que la forja y la carpintería metálica dan belleza y cimiento cultural a la arquitectura de la zona; la construcción que con metodologías tradicionales y modernas van hermoseando el espacio que ocupa.

### Sector servicios
Los bares, tiendas, farmacia y las empresas de autónomos; conjuntamente con la moderna propuesta de turismo rural y el apoyo decidido del ayuntamiento, uno de los mayores empleadores de la población, son también pilares en los que se sostiene y desarrolla la economía de la localidad.

### Evolución de la deuda viva
El concepto de deuda viva contempla solo las deudas con cajas y bancos relativas a créditos financieros, valores de renta fija y préstamos o créditos transferidos a terceros, excluyéndose, por tanto, la deuda comercial.
| Gráfica de evolución de la deuda viva del ayuntamiento entre 2008 y 2014                             |
| |
| Deuda viva del ayuntamiento en miles de Euros según datos del Ministerio de Hacienda y Ad. Públicas. |

La deuda viva municipal por habitante en 2014 ascendía a 535,61 €.

## Servicios públicos

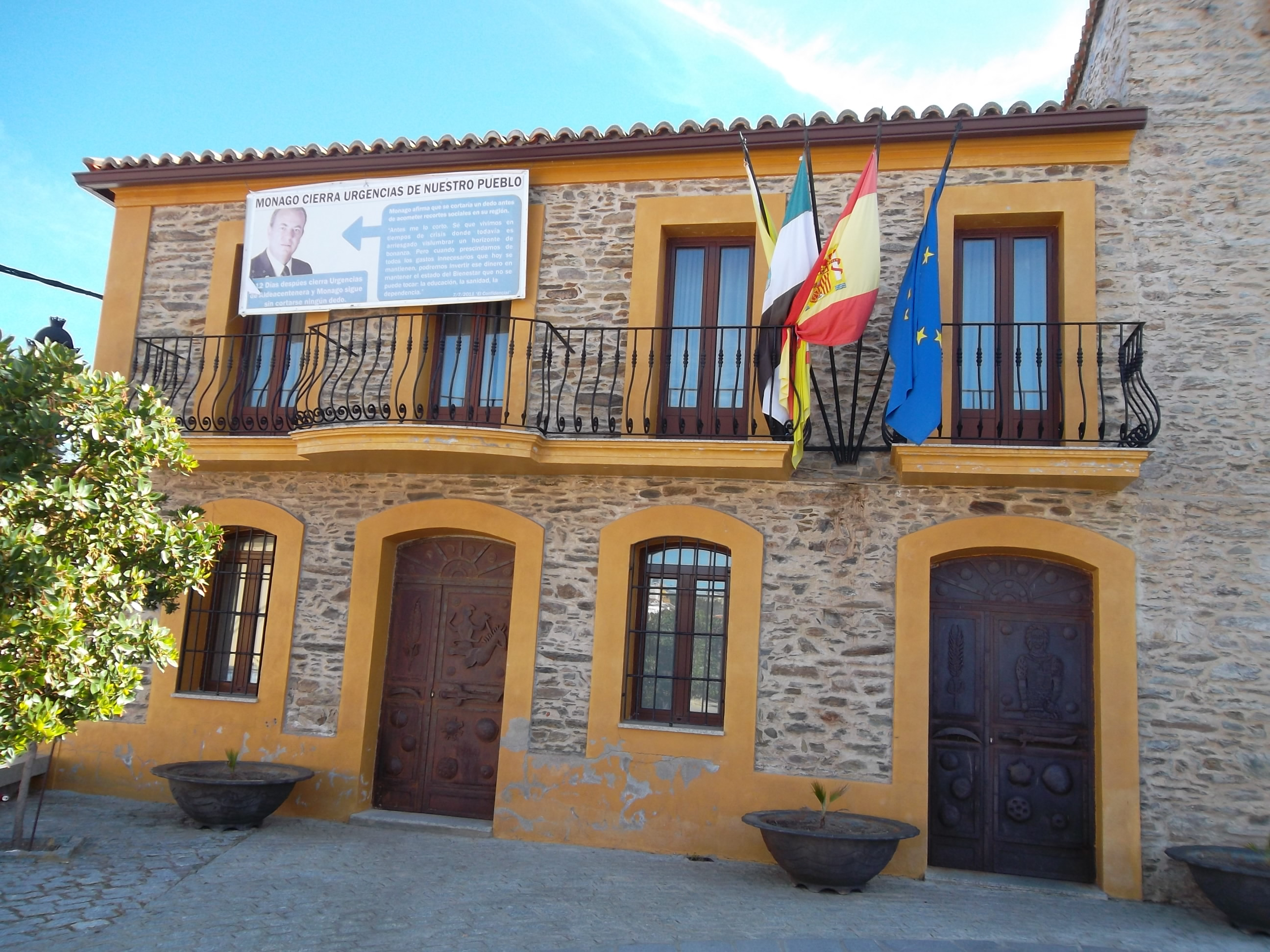
Fachada de la casa consistorial del municipio.

La calidad de vida de la población de Aldeacentenera se ha desarrollado gracias al actuar de sus instituciones y su población. Cuenta con un colegio público donde reciben su primera formación más de 200 niños. El edificio, además del área curricular, cuenta con un campo de fútbol y atletismo, espacio para el recreo y un área de juegos infantiles. Todos los espacios cerrados están protegidos del frío por calefacción central. Esta, y quiénes lo visitan, tienen para disfrutar las instalaciones del campo de fútbol y atletismo, 2 pistas de tenis, una piscina con 2 vasos y climatizada, en el polideportivo de las piscinas municipales.
El centro médico de Aldeacentenera que cuenta con atención las 24 horas y equipamiento para el cuidado de la salud de pobladores y visitantes en un edificio de construcción fuerte y dotado con los elementos necesarios para la comodidad de pacientes y personal sanitario.
Utilizando las aguas de la garganta de Santa Lucía, que van a la nueva depuradora, ofrece en el grifo de la casa un agua con todos los niveles de pureza que el real decreto 1138/90 exige.

## Patrimonio

### Monumentos religiosos

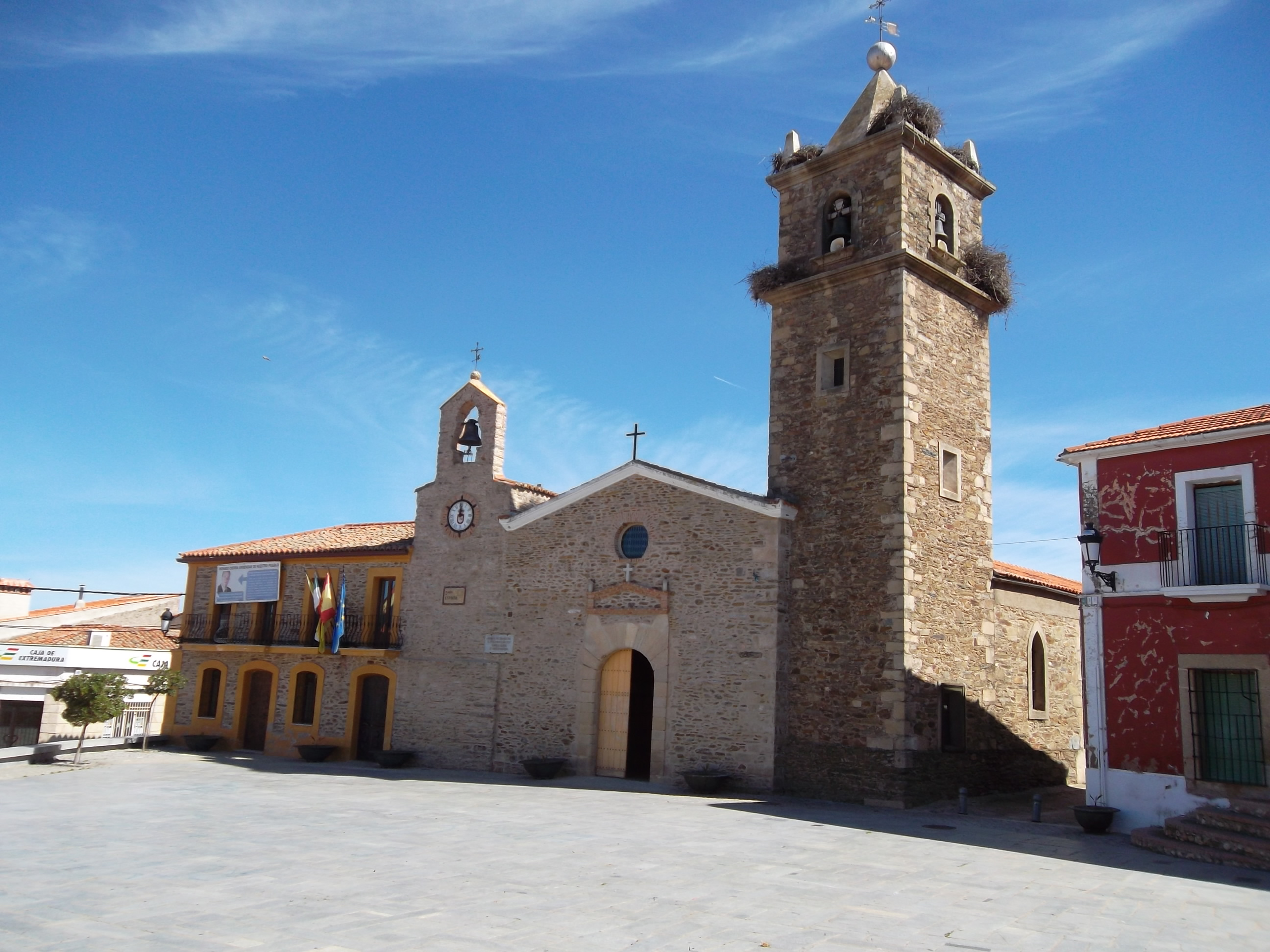
Iglesia del pueblo

Iglesia parroquial católica bajo la advocación de San Bartolomé Apóstol, en la archidiócesis de Mérida-Badajoz, diócesis de Plasencia, arciprestazgo de Trujillo.

### Castro celta
Carece de monumentos históricos importantes, pero es frontera de un castro celta en la finca de la Coraja (Torrecillas de la Tiesa) del siglo V a. C. o principios del IV, situado entre tres municipios, a unos 6 km del pueblo de La Deleitosa, a 7 km de Torrecillas de la Tiesa y a 8 km de Aldeacentenera, de origen prerromano, siendo los vetones los que lo habitaron.
El castro estaba amurallado, y en su interior se han encontrado restos de viviendas, de las que se está haciendo una reproducción en la dehesa Boyal, en el municipio de Aldeacentenera. Fuera de esta muralla se encuentra el vertedero donde se hallaron restos de cerámicas y metales y, a unos 500 m de aquí, está la necrópolis (cementerio) donde se han localizado más de 70 enterramientos conocidos o diferenciados cada uno con su urna correspondiente.

## Símbolos
El escudo de Aldeacentenera fue aprobado mediante la "Orden de 29 de septiembre de 1992, por la que se aprueba el Escudo Heráldico y Bandera Municipal, para el Ayuntamiento de Aldeacentenera", publicada en el Diario Oficial de Extremadura el 8 de octubre de 1992 y aprobada por el Consejero de Presidencia y Trabajo Manuel Amigo, luego de haber sido aprobado el escudo por el ayuntamiento el 18 de febrero de 1992 y haber recibido informe favorable del Consejo Asesor de Honores y Distinciones de la Junta de Extremadura el 15 de septiembre de 1992. El escudo se define oficialmente así:

Escudo partido. Primero, de oro, espiga de centeno, de sinople. Segundo, de plata, caballo vetton y jinete, de gules. Bordura, de gules, cuatro castillos, de oro, uno en jefe, otro en punta y dos laterales. Al timbre, Corona Real cerrada.

## Festividades
Aldeacentenera celebra sus fiestas patronales el día 24 de agosto, en honor de San Bartolomé, llamado San Bartolo por los aldeanos.
También celebra otra fiesta local en honor a la patrona que es la Virgen de los Santos, a la cual se la guarda gran devoción por parte de los habitantes de Aldeacentenera. Esta fiesta se celebra en los días 3 y 4 de mayo y son denominadas por los aldeanos como las fiestas de la cruz.

## Ciudades hermanadas
- Penipe (Ecuador)